# Harvey Cox
Harvey Cox (ur. 19 marca 1929 w Malvern w stanie Pensylwania) – amerykański teolog protestancki, profesor Uniwersytetu Harvarda.

## Życiorys
Po krótkim związaniu się z amerykańską flotą handlową – United States Merchant Marine – rozpoczął studia historyczne na Uniwersytecie Pensylwanii. Ukończył je w 1951. Kontynuował studia na Uniwersytecie Yale. Doktoryzował się z historii i filozofii na Uniwersytecie Harvarda w 1963. Został ordynowany na pastora baptystycznego w 1957. W tym samym roku rozpoczął wykładanie w Andover Newton Theological School w stanie Massachusetts. W 1965 został wykładowcą w Harvard Divinity School, w 1969 jej profesorem.

## Zainteresowania naukowe
Najbardziej znanym tematem jego badań są teologia sekularyzacji, teologia wyzwolenia oraz rola chrześcijaństwa w Ameryce Łacińskiej.

## Główna publikacja
Sławę przyniosła mu książka The Secular City wydana w 1965. Pozycja ta była sprzedawana w milionach egzemplarzy. Główną tezą książki była idea, że Kościół stanowi raczej lud wierzący i jego działanie niż widzialną instytucję.